# Kevin Power
Kevin Power (Dublino, 19 agosto 1981) è uno scrittore irlandese.

## Biografia
Nato a Dublino nel 1981, ha compiuto gli studi al University College Dublin ottenendo un B.A. nel 2002, un M.A. l'anno successivo e un dottorato di ricerca in letteratura statunitense nel 2013.
Nel 2008 ha vinto l'Hennessy XO Emerging Fiction Award grazie al racconto The American Girl e ha esordito nel romanzo con Giornataccia a Blackrock, ottenendo il Premio Rooney per la letteratura irlandese l'anno seguente.
Nel 2012 l'opera è stata trasposta in pellicola cinematografica dal regista irlandese Lenny Abrahamson e ha ottenuto 5 riconoscimenti tra cui film, regia e attore protagonista agli IFTA Film & Drama Awards.
Giornalista per il Sunday Business Post, insegna al Trinity College di Dublino.

## Opere

### Romanzi
- Giornataccia a Blackrock (Bad Day in Blackrock, 2008), Milano, Tropea, 2010 traduzione di Sebastiano Pezzani ISBN 978-88-558-0129-4.
- White City (2020)

## Adattamenti cinematografici
- Cosa ha fatto Richard (What Richard Did), regia di Lenny Abrahamson (2012)

## Premi e riconoscimenti
- Hennessy XO Emerging Fiction Award: 2008 vincitore nella categoria "Emerging Fiction" con The American Girl
- Premio Rooney per la letteratura irlandese: 2009 vincitore con Giornataccia a Blackrock